# KBO 탈삼진상
KBO 탈삼진상은 연말 KBO 리그 시상식에서 해당 연도 정규 리그의 탈삼진 1위에게 수여하는 상이다. 프로야구 출범 시에는 공식 타이틀이 아니었지만 1993년 시즌부터 타이틀 수상을 시작하였다. 기존 명칭은 한국프로야구 최다탈삼진상이었으나 KBO의 브랜드 아이덴디티 통합 작업에 따라 2015년 시즌부터 "KBO 탈삼진상"이라는 새로운 명칭을 사용하게 되었다.

## 연도별 수상자
| 연도                     | 이름       | 소속            | 득점 | 비고                                                                    |
| ------------------------ | ---------- | --------------- | ---- | ----------------------------------------------------------------------- |
| 1982년                   | 노상수     | 롯데 자이언츠   | 141  |                                                                         |
| 1983년                   | 장명부     | 삼미 슈퍼스타즈 | 220  |                                                                         |
| 1984년                   | 최동원     | 롯데 자이언츠   | 223  |                                                                         |
| 1985년                   | 김시진     | 삼성 라이온즈   | 201  |                                                                         |
| 1986년                   | 선동열     | 해태 타이거즈   | 214  |                                                                         |
| 1987년                   | 최동원     | 롯데 자이언츠   | 163  |                                                                         |
| 1988년                   | 선동열     | 해태 타이거즈   | 200  |                                                                         |
| 1989년                   | 선동열     | 해태 타이거즈   | 198  |                                                                         |
| 1990년                   | 선동열     | 해태 타이거즈   | 189  |                                                                         |
| 1991년                   | 선동열     | 해태 타이거즈   | 210  |                                                                         |
| 1992년                   | 이강철     | 해태 타이거즈   | 155  |                                                                         |
| 1993년부터 탈삼진상 신설 |            |                 |      |                                                                         |
| 1993년                   | 김상엽     | 삼성 라이온즈   | 170  | 최초의 탈삼진상 수상                                                    |
| 1994년                   | 정민철     | 한화 이글스     | 196  |                                                                         |
| 1995년                   | 이대진     | 해태 타이거즈   | 163  |                                                                         |
| 1996년                   | 주형광     | 롯데 자이언츠   | 221  |                                                                         |
| 1997년                   | 정민철     | 한화 이글스     | 160  |                                                                         |
| 1998년                   | 이대진     | 해태 타이거즈   | 183  |                                                                         |
| 1999년                   | 김수경     | 현대 유니콘스   | 184  |                                                                         |
| 2000년                   | 임선동     | 현대 유니콘스   | 174  |                                                                         |
| 2001년                   | 에르난데스 | SK 와이번스     | 215  | 최초의 외국인 탈삼진왕                                                  |
| 2002년                   | 김진우     | KIA 타이거즈    | 177  |                                                                         |
| 2003년                   | 이승호     | LG 트윈스       | 157  |                                                                         |
| 2004년                   | 박명환     | 두산 베어스     | 162  |                                                                         |
| 2005년                   | 배영수     | 삼성 라이온즈   | 147  | 최소삼진 탈삼진상 수상                                                  |
| 2005년                   | 리오스     | 두산 베어스     | 147  | 시즌 중 KIA 타이거즈에서 두산 베어스로 트레이드, 최소삼진 탈삼진상 수상 |
| 2006년                   | 류현진     | 한화 이글스     | 204  | 트리플 크라운 달성                                                      |
| 2007년                   | 류현진     | 한화 이글스     | 178  |                                                                         |
| 2008년                   | 김광현     | SK 와이번스     | 150  |                                                                         |
| 2009년                   | 류현진     | 한화 이글스     | 188  |                                                                         |
| 2010년                   | 류현진     | 한화 이글스     | 187  |                                                                         |
| 2011년                   | 윤석민     | KIA 타이거즈    | 178  | 트리플 크라운 달성                                                      |
| 2012년                   | 류현진     | 한화 이글스     | 210  |                                                                         |
| 2013년                   | 리즈       | LG 트윈스       | 188  |                                                                         |
| 2014년                   | 밴덴헐크   | 삼성 라이온즈   | 180  |                                                                         |
| 2015년                   | 차우찬     | 삼성 라이온즈   | 194  |                                                                         |
| 2016년                   | 보우덴     | 두산 베어스     | 160  |                                                                         |
| 2017년                   | 켈리       | SK 와이번스     | 189  |                                                                         |
| 2018년                   | 샘슨       | 한화 이글스     | 195  |                                                                         |
| 2019년                   | 린드블럼   | 두산 베어스     | 189  |                                                                         |
| 2020년                   | 스트레일리 | 롯데 자이언츠   | 205  |                                                                         |
| 2021년                   | 미란다     | 두산 베어스     | 225  | 단일시즌 최다 탈삼진                                                    |
| 2022년                   | 안우진     | 키움 히어로즈   | 224  | 국내선수 단일시즌 최다 탈삼진                                           |
| 2023년                   | 페디       | NC 다이노스     | 209  | 트리플 크라운(외국인 최초)                                              |
| 2024년                   | 하트       | NC 다이노스     | 182  |                                                                         |

## 같이 보기
- 트리플 크라운